# Pieńsk
Pieńsk est une ville de Pologne, située dans le sud-ouest du pays, dans la voïvodie de Basse-Silésie. Elle est le chef-lieu de la gmina de Pieńsk, dans le powiat de Zgorzelec.

## Histoire
De 1816 à 1945, Penzig fait partie de l'arrondissement de Görlitz dans le district de Liegnitz au sein de la province de Silésie.